# Relations entre les États-Unis et la Géorgie

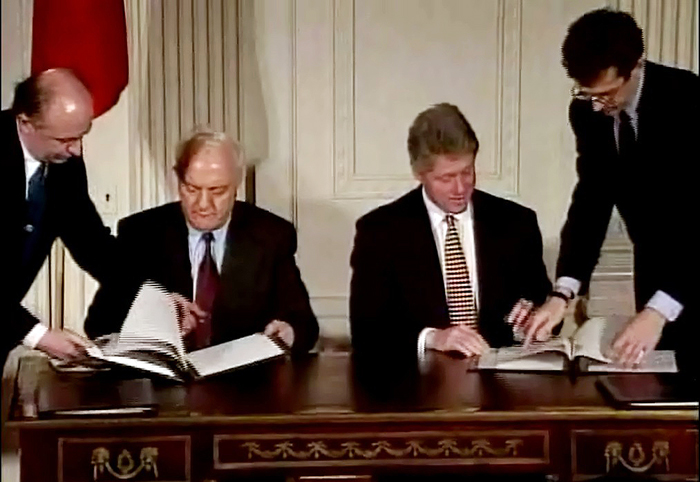
L'ancien ministre soviétique des Affaires étrangères, puis président de la Géorgie, Edouard Chevardnadze, signant le traité d'investissement géorgien-américain de 1995 avec le président Clinton

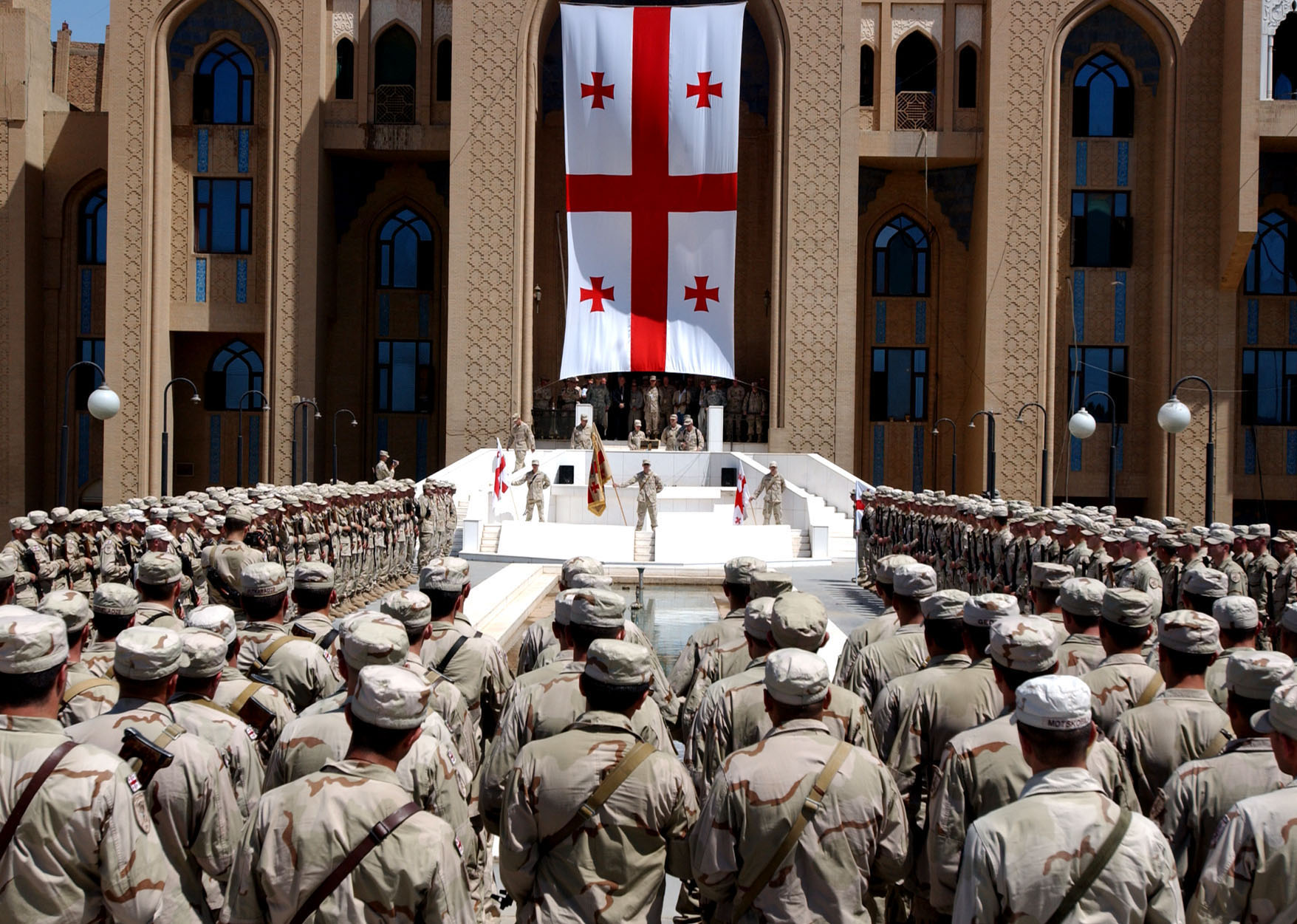
Les troupes géorgiennes célèbrent leur fête de l'indépendance à Bagdad en 2006

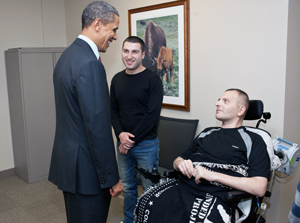
Le président Obama rend visite à un soldat géorgien, Alexandre Tugushi, blessé en Afghanistan.

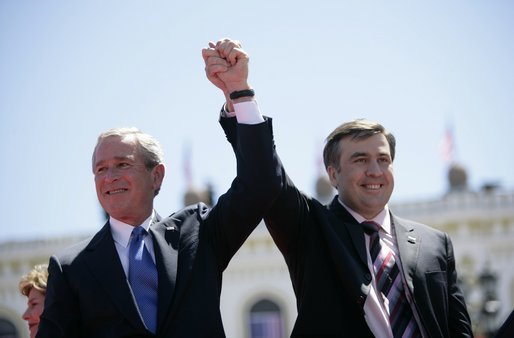
Le discours prononcé en 2005 par le président Bush devant plus de 100 000 personnes sur la place de la Liberté a marqué une nouvelle étape dans les relations géorgiennes-américaines

Les relations entre la Géorgie et les États-Unis restent très étroites et englobent de multiples domaines de coopération bilatérale. En tant qu'allié clé des États-Unis dans la guerre contre le terrorisme, la Géorgie est le troisième plus grand contributeur de troupes dans la guerre en Irak et est actuellement le plus grand contributeur par habitant à la mission dirigée par les États-Unis en Afghanistan. Les États-Unis, pour leur part, aident activement la Géorgie à renforcer ses institutions étatiques face à la pression croissante de son voisin du nord, la Russie, et fournissent au pays une aide financière de plus de 3 milliards de dollars depuis 1991. Depuis 2009, les relations entre la Géorgie et les États-Unis sont rationalisées par la charte américano-géorgienne de partenariat stratégique, qui crée quatre groupes de travail bilatéraux sur les domaines prioritaires de la démocratie, défense et sécurité, les questions économiques, commerciales, énergétiques, les échanges interpersonnels et culturels.
La Géorgie entre 2004 et 2008 cherche à devenir membre de l'OTAN, mais ne réussit pas face à une forte opposition russe. En février 2012, il est convenu que les États-Unis et la Géorgie commencent à travailler sur un accord de libre-échange qui, s'il se concrétise, fera de la Géorgie le seul pays européen à avoir conclu un tel traité avec les États-Unis. Les citoyens américains qui visitent la Géorgie n'ont actuellement pas besoin de visa pour entrer. Les citoyens reçoivent un visa touristique de 90 jours aux points d'entrée du pays,.
Selon le rapport américain sur le leadership mondial de 2012, 51 % des Géorgiens approuvent la prédominance américaine, 15 % la désapprouvant et 34 % sont incertains.

## Coopération géorgienne-américaine en matière de développement
Les États-Unis collaborent étroitement avec la Géorgie pour promouvoir la sécurité mutuelle et les intérêts antiterroristes et fournissent à la Géorgie une assistance bilatérale en matière de sécurité, y compris une formation professionnelle militaire et d'anglais, dans le cadre du programme international d'éducation et de formation militaires (IMET).
Le programme pluriannuel de formation et d’équipement de la Géorgie (GTEP) prend fin en 2004, atteignant ses objectifs prévus de renforcement des capacités militaires de la Géorgie et de stimulation de la réforme militaire. Lancé en janvier 2005, le programme d'opérations de maintien et de stabilité de la Géorgie fait progresser les objectifs du GTEP et forme le contingent géorgien participant aux opérations de la coalition en Irak. Le partenariat avec la Garde nationale de Géorgie (USA), les visites de la sixième flotte, de la Garde côtière en Géorgie et du Groupe de travail bilatéral sur la défense et la coopération militaire sont également des éléments importants des relations américaines avec la Géorgie.
La promotion de la démocratie et des réformes est un autre pilier stratégique de la relation bilatérale de l'Amérique avec la Géorgie. En avril 2006, dans le cadre de ces réformes, la Géorgie adopte une loi forte contre la traite des êtres humains et est depuis lors régulièrement classée parmi les pays de niveau 1 du rapport du département d'État sur la traite des personnes, ce qui signifie que le pays se conforme désormais pleinement aux normes minimales pour l'élimination du trafic.
La Géorgie accueille 90 volontaires du Peace Corps qui travaillent dans l'enseignement de l'anglais et le développement des ONG.

## Guerre en Irak
Signe du déplacement accru de la Géorgie de la Russie vers l'Occident au début des années 2000, le pays engage un nombre important de soldats dans la coalition dirigée par les États-Unis en Irak, après avoir conclu une opération plus petite dans le cadre de la mission de maintien de la paix dirigée par les États-Unis pendant la guerre des Balkans. Le contingent géorgien en Irak se compose à l'origine de 300 soldats des forces spéciales sous commandement américain à Baqouba, qui gardent deux ponts et trois bases d'opérations avancées américaines. 550 soldats supplémentaires sont déployés en juin 2005 et sont placés sous commandement américain pour la mission de "sécurisation de l'anneau intermédiaire" dans la zone verte.
En 2007, la Géorgie porte le nombre total de ses troupes en Irak à 2000, devenant ainsi le troisième plus grand contributeur de troupes après les États-Unis et le Royaume-Uni. Les troupes, qui ont toutes été entraînées par des instructeurs américains, sont basées à l'est de Bagdad, près de la frontière avec l'Iran.
Lors du déclenchement de la guerre entre la Géorgie et la Russie le 8 août 2008, la Géorgie est forcée de retirer tout son contingent de 2 000 hommes d'Irak pour fournir une assistance au pays. Au moment du retrait, cinq soldats géorgiens meurent en Irak et 19 sont blessés.

## Guerre en Afghanistan
La Géorgie maintient 1600 soldats dans la mission dirigée par les États-Unis en Afghanistan, ce qui en fait le plus grand contributeur par habitant de la mission et le plus grand contributeur non-OTAN à l'effort de guerre, après avoir dépassé l'Australie en 2012. Le pays perd 30 soldats en 2012 en Afghanistan,et plus de 170 ont été blessés depuis 2010,. Les décès les plus récents surviennent le 13 mai 2013, lorsque 3 soldats géorgiens sont tués après une incursion terroriste et un attentat suicide sur la base militaire du 42e bataillon.
Après la défaite de la coalition UNM au pouvoir en Géorgie aux élections législatives géorgiennes de 2012, la nouvelle coalition au pouvoir promet aux États-Unis de rester en Afghanistan et d'y maintenir leur présence même après le retrait de la plupart de la coalition en 2014. La Géorgie forme le personnel de la sécurité afghane sur place et en Géorgie. Le pays prévoit également de déployer dans la région ses instructeurs d'hélicoptères, qui possèdent des dizaines d'années d'expérience avec les hélicoptères soviétiques, comme l'Afghanistan utilisera dans les années à venir.
L'opposition intérieure pratiquement inexistante au déploiement de la Géorgie en Afghanistan n'augmente pas sensiblement malgré le nombre croissant de victimes géorgiennes. Cela est dû au fait que les gouvernements américain et géorgien promeuvent la participation afghane comme l'un des éléments constitutifs de l'adhésion de la Géorgie à l'OTAN, qui s'est avérée insaisissable ces dernières années en raison des plaintes de la Russie.

## Conflit d'Ossétie du Sud
Tout comme leurs alliés occidentaux, les États-Unis condamnent l'intrusion de la Russie dans le territoire souverain de la Géorgie et, bien qu'ils s'abstiennent de toute action militaire directe, Washington utilise des avions militaires et des forces navales pour fournir de l'aide à la Géorgie afin de signaler son ferme soutien. Après la guerre, sur les conseils du vice-président Joseph Biden, les États-Unis débloquent un milliard de dollars pour aider la Géorgie à se reconstruire.
Le 9 janvier 2009, la secrétaire d'État américaine Condoleezza Rice et le ministre géorgien des Affaires étrangères Grigol Vachadze signent une charte de partenariat stratégique, un document non contraignant décrivant les domaines de coopération et réitérant le soutien des États-Unis à l'intégrité territoriale de la Géorgie et à l'adhésion de la Géorgie à l'OTAN.
À la suite de la rencontre du président américain Barack Obama avec Dmitri Medvedev en 2009, il existe des inquiétudes en Géorgie et parmi ses partisans aux États-Unis selon lesquelles les relations géorgiennes-américaines allaient souffrir des tentatives de réparation des relations russo-américaines. Cependant, la Maison Blanche déclare que l'administration continuera à soutenir la Géorgie,.
En février 2014, le Premier ministre géorgien Irakli Garibachvili rencontre le secrétaire d'État américain John Kerry pour discuter de l'avenir de la Géorgie ainsi que des développements récents en Ukraine.